# Скелетоны

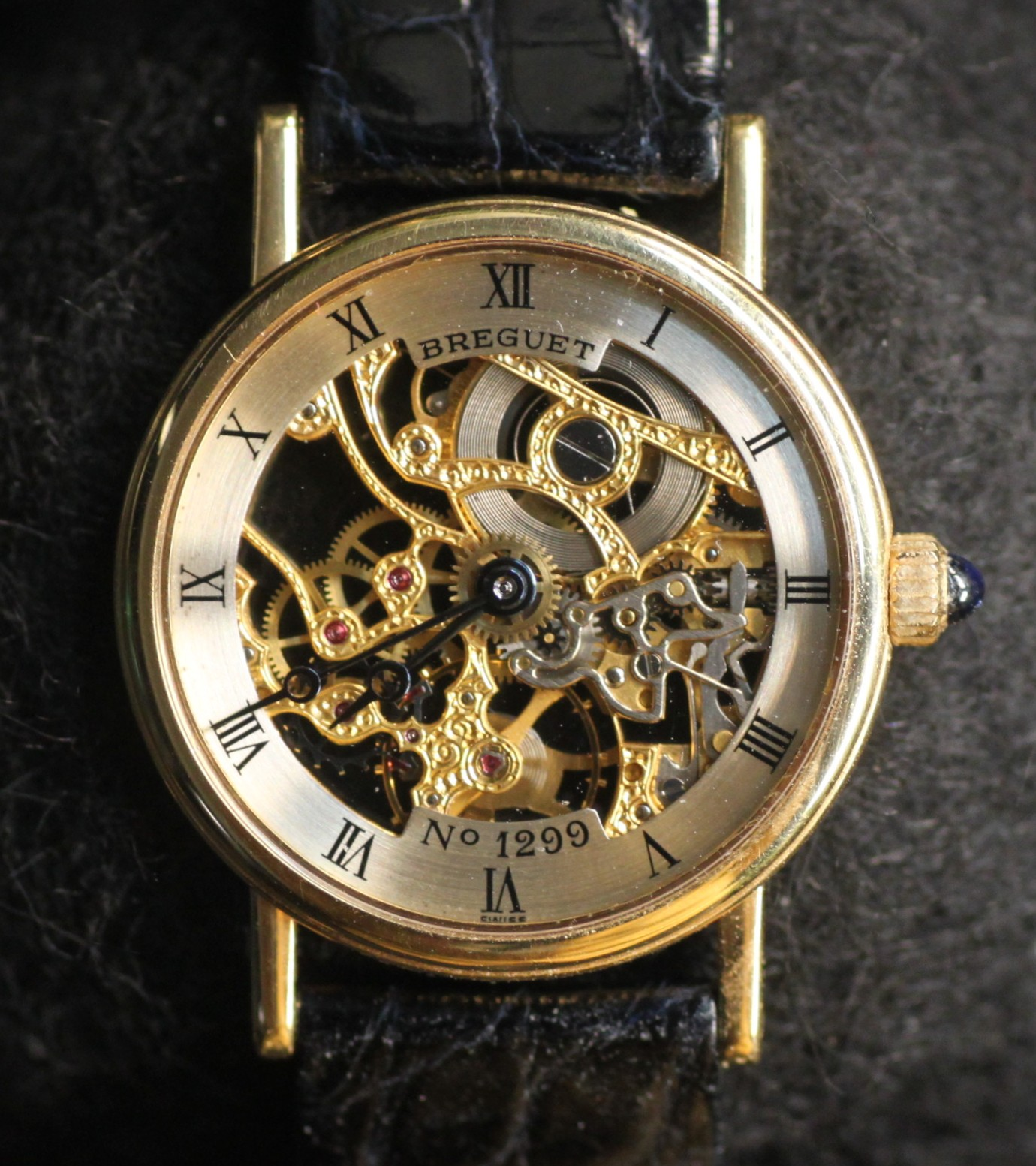
Часы-скелетоны Breguet

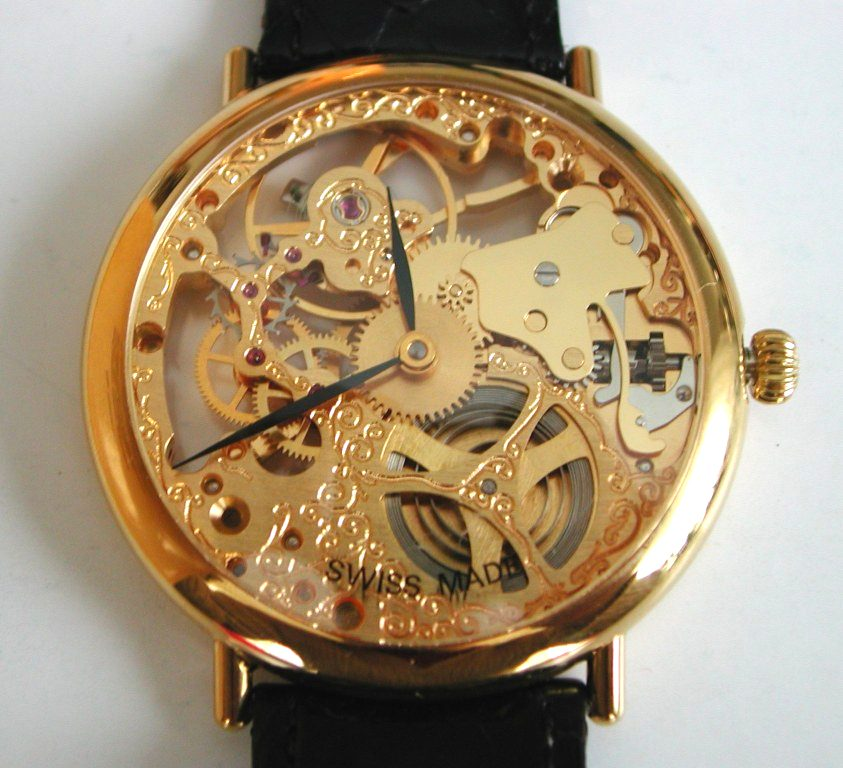
Часы-скелетоны (Швейцария)

Скелето́ны (англ. skeleton с греч. «скелет, каркас») — механические (реже кварцевые) часы, в которых движущиеся части механизма полностью или частично оставлены открытыми, просматривающимися через специальное окошко в циферблате или задней крышке. Окошко может занимать всю видимую площадь, при отсутствующем в таком случае циферблате.
Настоящая «скелетонизация» также включает удаление лишнего металла в деталях часового механизма, остаётся только максимально облегчённый несущий каркас, «скелет» механизма, требуемый для его функционирования. Часто открытые детали механизма украшаются полировкой и гравировкой. Часы-скелетоны часто имеют дополнительную функцию автоподзавода.

## История
Первые скелетоны появились вместе с механическими часами. Причина этого была не в желании удивить мастерством, а в трудности сокрытия механизма в корпус. Со временем благодаря уплотнению компоновки деталей в механизме он был скрыт со всех сторон. Однако задняя и передняя крышки корпуса откидывались для обзора часов внутри. Позднее появилось защищающее циферблат стекло.
Появление часов-скелетонов в ювелирном качестве относится к XVI—XVII веку, когда в Европе возникло и распространилось движение Реформации. В 1540-х годах Жан Кальвин, возглавивший реформационное протестантское движение во Франции и Швейцарии, запретил увеселения и ношение украшений. Часы, как утилитарная вещь, не были охвачены законом, и женевские ювелиры, которым уже грозило разорение, совместно со многими съехавшимися в Женеву талантливыми часовщиками стали изготавливать мастерски украшенные драгоценными камнями, эмалью и резьбой часы.

## Производители и модели
Некоторые производители и модели механических часов-скелетонов:
- Patek Philippe
- DEPA Skeleton movements
- Stauer 1779 and 1901 Skeleton
- Fossil Twist
- Swatch
- Orkina Skeleton
- Breguet
- Chenevard
- Stührling Original
- Corum
- Kudoke
- Kenneth Col
- Tissot, Le Locle
- Armitron
- Orion Skeleton
- Sacom
- Eterna
- Oris
- Seiko
- Rougois
- Sea-Gull
- Mikhail Moskvin
- Vostok
- Tao International
- Maurice Lacroix - MASTERPIECE Skeleton